# Puntate di La città fantasma

## Prima stagione (2016)
| Numero | Titolo italiano      | Titolo originale                       | Trasmissione originale | Trasmissione italiana |
| ------ | -------------------- | -------------------------------------- | ---------------------- | --------------------- |
| 1      | Benvenuti in America | Welcome to America's Most Haunted Town | 12 giugno 2016         | 7 ottobre 2019        |
| 2      | Lo sai se sei morto  | Do You Know You're Dead?               | 19 giugno 2016         | 7 ottobre 2019        |
| 3      | Non aveva un volto   | She Didn't Have a Face                 | 26 giugno 2016         | 7 ottobre 2019        |
| 4      | Stalker              | Grave Stalker                          | 3 luglio 2016          | 7 ottobre 2019        |
| 5      | La città fantasma    | It's Behind You                        | 10 luglio 2016         | 7 ottobre 2019        |
| 6      | Redenzione           | Redemption                             | 17 luglio 2016         | 7 ottobre 2019        |
| 7      |                      | Return to Shepherdstown                | 21 ottobre 2016        | Inedito               |

## Seconda stagione (2017)
| Numero | Titolo italiano                     | Titolo originale                      | Trasmissione originale | Trasmissione italiana |
| ------ | ----------------------------------- | ------------------------------------- | ---------------------- | --------------------- |
| 1      | Sono tornati                        | They're Back                          | 10 luglio 2017         | 1 settembre 2018      |
| 2      | Follia                              | We All Go a Little Mad Sometimes      | 17 luglio 2017         | 1 settembre 2018      |
| 3      | Non addormentarti                   | Whatever You Do, Don't Fall Asleep    | 24 luglio 2017         | 1 settembre 2018      |
| 4      | Sono il tuo più grande fan          | I'm Your Biggest Fan                  | 31 luglio 2017         | 1 settembre 2018      |
| 5      | Misteri dal sottosuolo              | Now You're in the Sunken Place        | 7 agosto 2017          | 1 settembre 2018      |
| 6      | Un predatore misterioso             | These Weren't a Few Birds             | 14 agosto 2017         | 1 settembre 2018      |
| 7      | Il sesto senso                      | I See Dead People                     | 21 agosto 2017         | 1 settembre 2018      |
| 8      | Il giorno perfetto per un esorcismo | What an Excellent Day for an Exorcism | 28 agosto 2017         | 1 settembre 2018      |